# Filippo Paladini

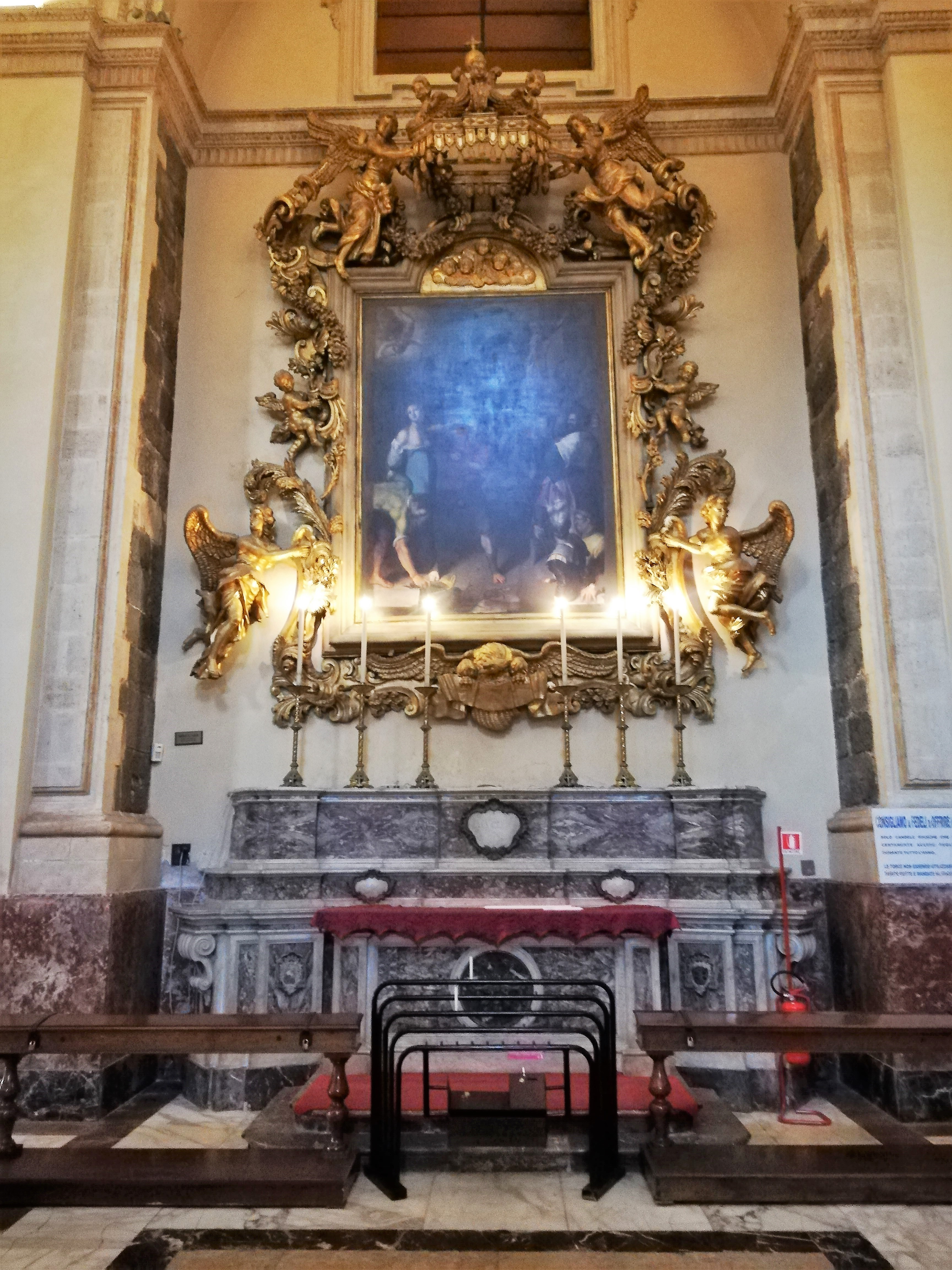
Martirio di Sant'Agata, basilica cattedrale di Sant'Agata di Catania.

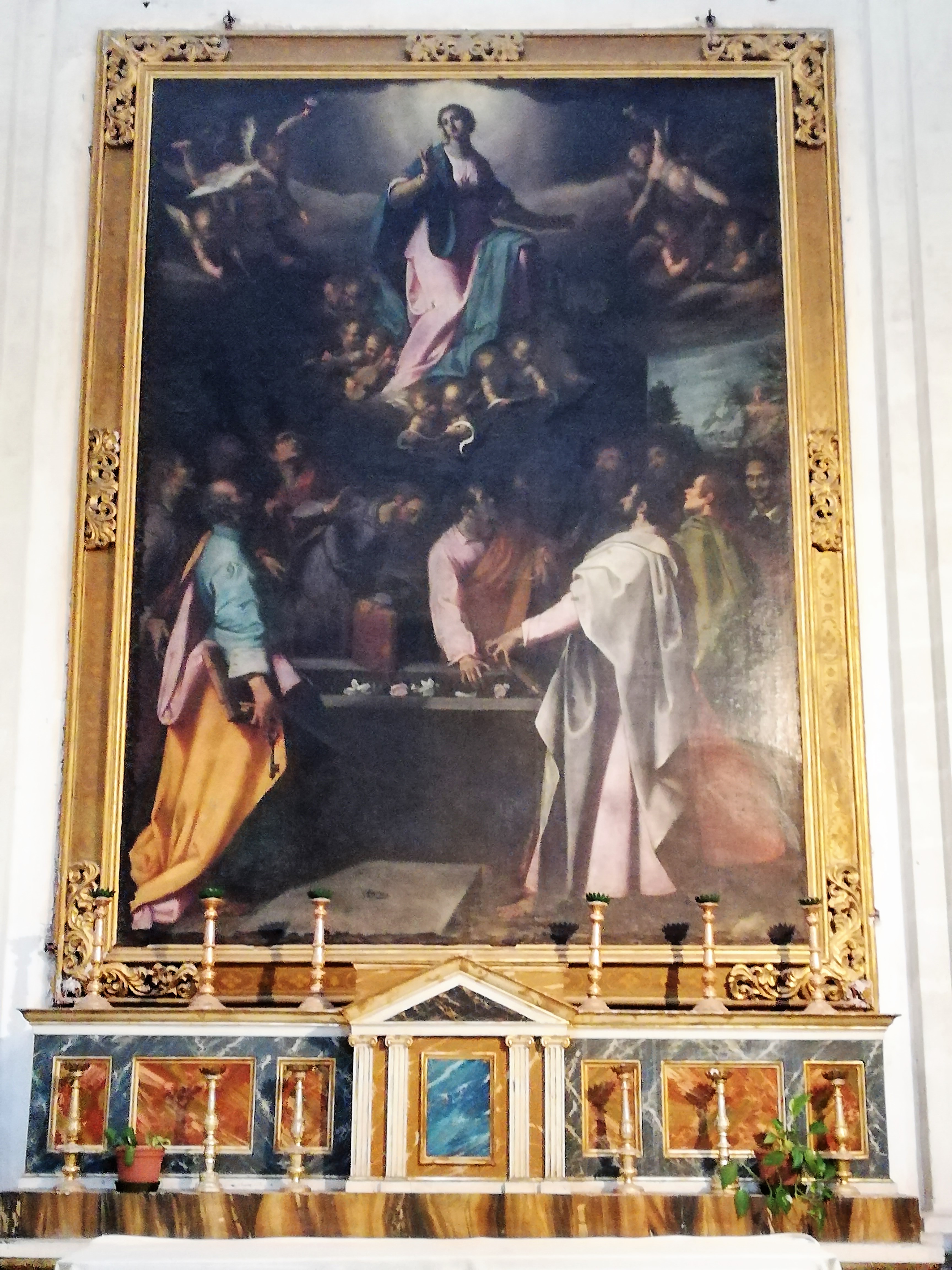
Assunta, duomo di San Giorgio di Modica.

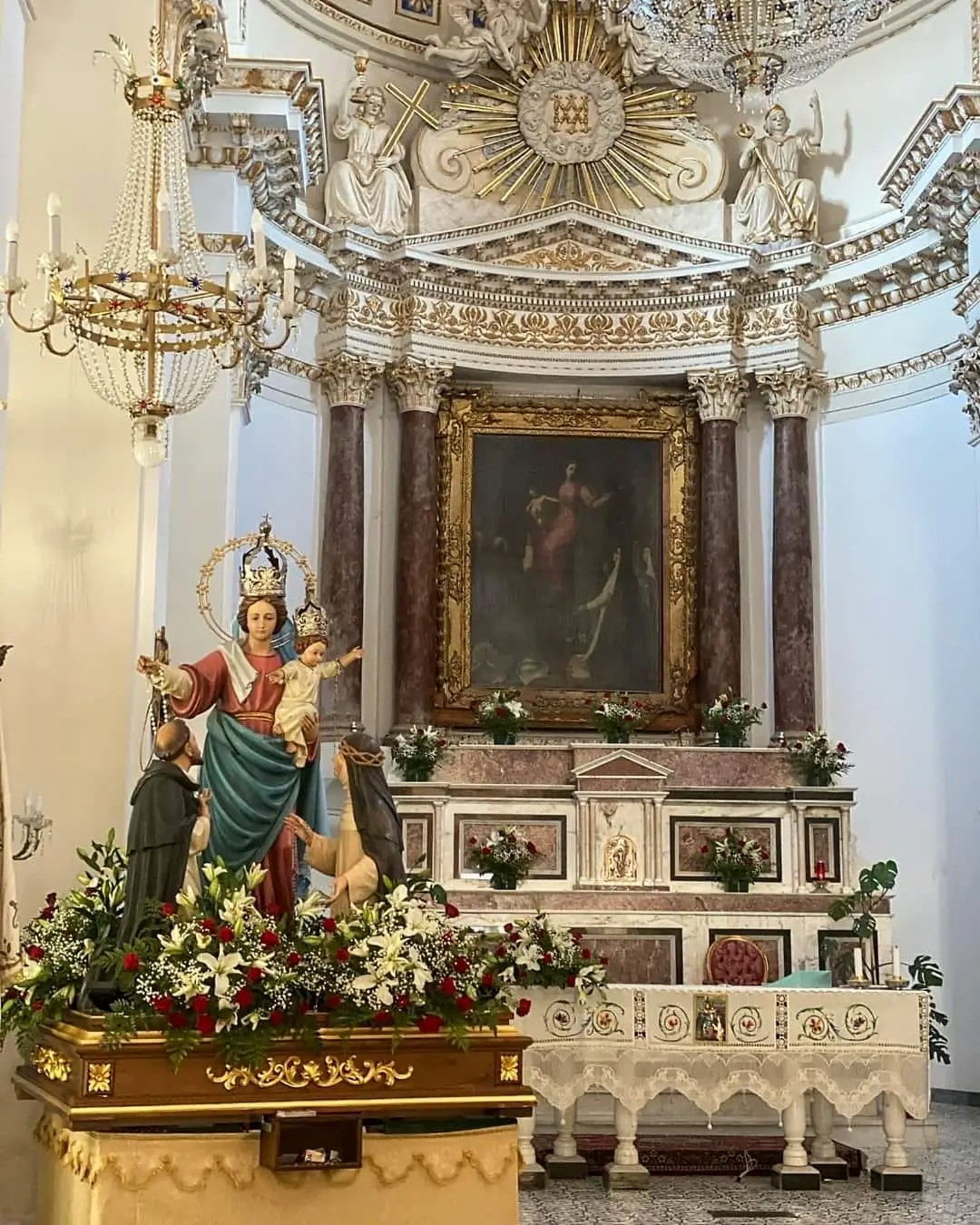
La Madonna del Rosario, Chiesa di San Domenico, Mazzarino, 1608

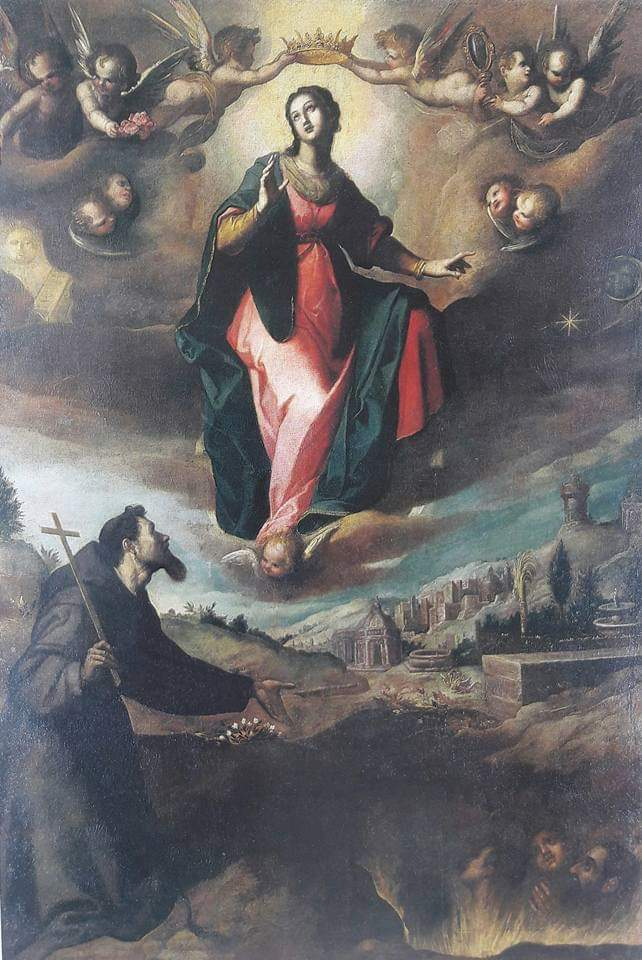
L'Immacolata e San Francesco, chiesa Immacolata concezione Mazzarino, 1604

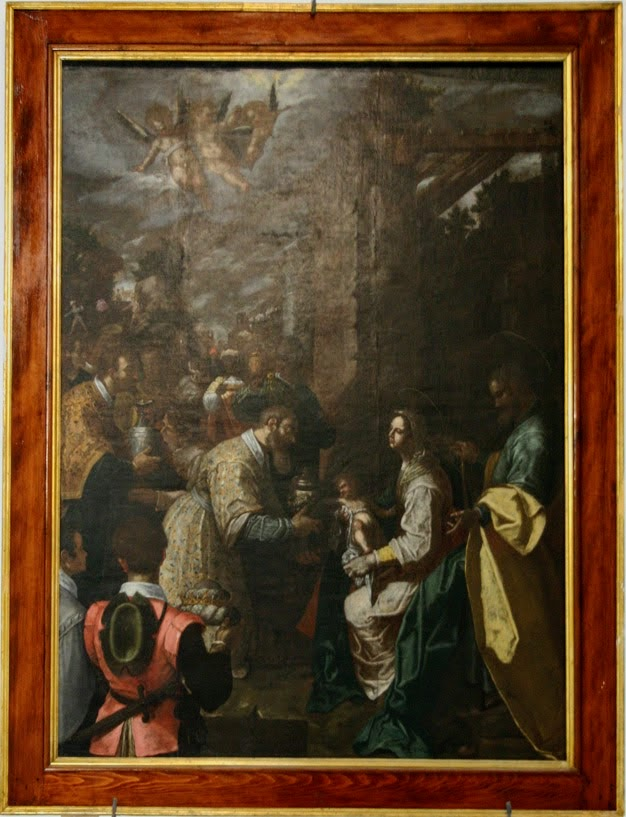
Adorazione dei Magi, duomo Santa Maria della Neve di Mazzarino

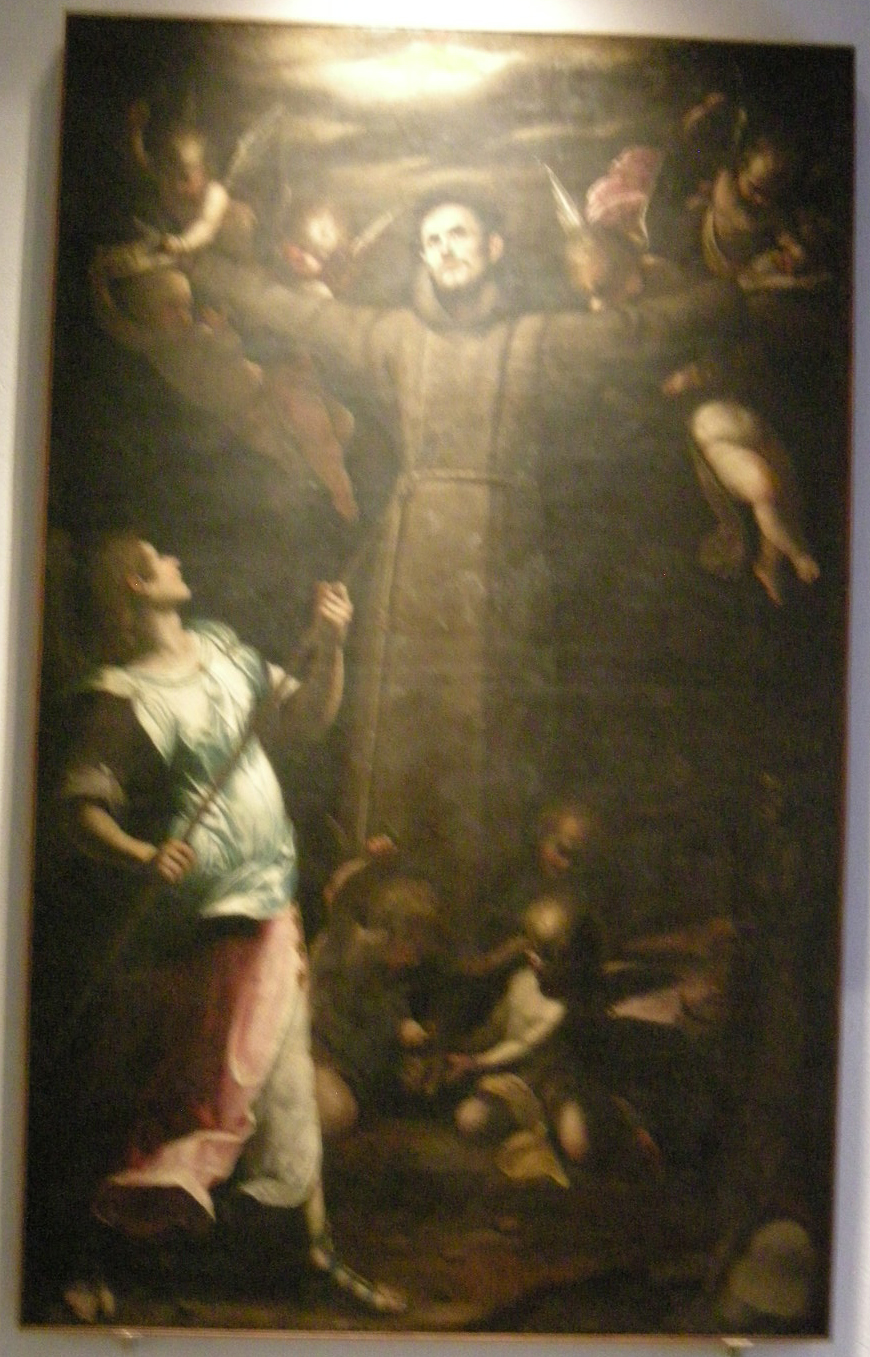
Stimmate di San Francesco, Museo regionale di Messina.

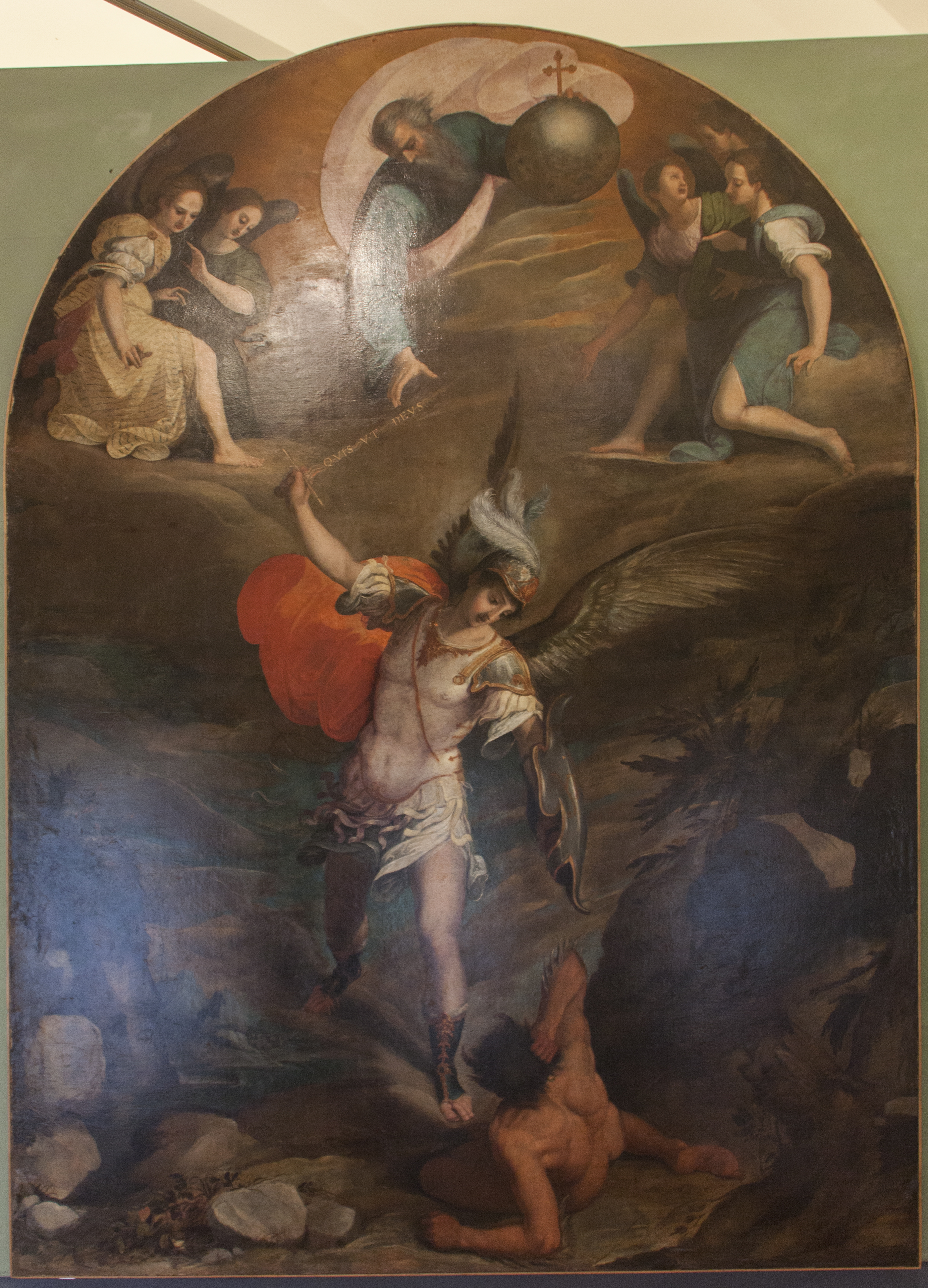
San Michele Arcangelo, Galleria regionale di «Palazzo Abatellis».

Filippo Paladini, noto anche come Filippo di Benedetto Paladini (Casi in Val di Sieve, 1544 – Mazzarino, 1614), è stato un pittore italiano.

## Biografia
È stato uno degli ultimi maestri del tardo manierismo toscano, non immune da influenze caravaggesche.
In seguito ad alcuni guai con la giustizia, nel 1590 fugge sull'isola di Malta, rimanendovi per cinque anni. Diventa in seguito ospite alla corte del principe Branciforti di Mazzarino, dove muore nel 1614. Molte chiese siciliane conservano i suoi dipinti, realizzati durante gli ultimi anni di vita: Vizzini, Caltagirone, Militello in Val di Catania, Mazzarino, Palermo, Enna, Caltanissetta.
È stato confuso in passato con il pittore Filippo di Lorenzo Paladini da Pistoia (deceduto a Pisa nel 1608), autore degli affreschi sulla facciata del Palazzo dell'Orologio in Pisa, conclusi dopo la sua morte da Giovanni Stefano Marucelli.

## Opere

### Agrigento e provincia
- 1603, Sant'Antonio Abate in cattedra, opera custodita nella chiesa di San Domenico di Licata.
- 1611, Santissima Trinità e santi, opera custodita nella chiesa di San Domenico di Licata.

### Caltanissetta e provincia

#### Butera
- Santa Maria degli Angeli, opera custodita nel duomo di San Tommaso Apostolo di Butera.
- Assunzione della Vergine tra i santi Francesco e Margherita, opera dipinta a Mazzarino e custodita nel duomo di San Tommaso Apostolo di Butera.

#### Caltanissetta
- 1604, Madonna del Carmelo, opera custodita nella cattedrale di Santa Maria la Nova e San Michele Arcangelo di Caltanissetta.
- 1614, Madonna del Rosario raffigurata mentre porge il rosario ad una suora domenicana alla sua sinistra, mentre Gesù Bambino, posto in piedi sulle ginocchia della madre, porge un altro rosario ad un frate domenicano, opera datata e autografa custodita nella chiesa di San Domenico di Caltanissetta.

#### Mazzarino
- 1606, Immacolata Concezione e san Francesco d'Assisi, opera datata e autografa custodita nella chiesa dell'Immacolata Concezione di Mazzarino.
- 1608, Madonna del Rosario, opera datata e autografa custodita nella chiesa di San Domenico di Mazzarino.
- XXII secolo, l'adorazione dei Magi, Chiesa Madre Santa Maria della Neve di Mazzarino

### Catania e provincia

#### Acireale
- 1610 c., Adorazione dei Magi, opera custodita nella Pinacoteca Zelantea.[2]

#### Caltagirone
- 1607, Deposizione o Pietà, olio su tela, opera custodita nella chiesa del Gesù del Collegio dei Gesuiti.
- 1604, Trittico comprendente le scene del Trasporto della Madonna dell'Odigitria, Adorazione dei Magi, Sante Chiara, Lucia e Agata, opera custodita nella chiesa della Madonna dell'Odigitria dell'Ordine dei frati minori cappuccini.
- XVII secolo, Martirio di San Giacomo e Madonna dell'Odigitria, olio su tela, opere custodite nel presbiterio della basilica di San Giacomo.

#### Catania
- 1605, Martirio di sant'Agata, opera custodita nella cattedrale di Sant'Agata di Catania.[3]
- XVII secolo, Sposalizio della Vergine, conservato al Museo Civico al Castello Ursino.

#### Militello in Val di Catania
- 1612, Santa Maria degli angeli e santi, opera custodita nella chiesa di Santa Maria degli Angeli dell'Ordine dei frati minori cappuccini.
- 1612, Attentato a san Carlo Borromeo, opera documentata nella chiesa di San Francesco d'Assisi e custodita nel Museo di San Nicolò.[4]
- 1614, Estasi di san Francesco, ultimo dipinto dell'artista, opera documentata nella chiesa di San Francesco d'Assisi e custodita nel Museo di San Nicolò.[4]

#### Mineo
- 1613, Deposizione, opera custodita nella chiesa di San Tommaso Apostolo.[3]

#### Vizzini
- XVII secolo, Deposizione, attribuzione, opera custodita nella chiesa di Santa Barbara dell'Ordine dei frati minori cappuccini.
- XVII secolo, Battesimo di Gesù, opera custodita nel duomo di San Gregorio Magno.[3]
- 1611, Martirio di san Lorenzo, olio su tela, opera autografa custodita nel duomo di San Gregorio Magno.
- 1610, Madonna della Mercede, olio su tela, opera autografa custodita nel duomo di San Gregorio Magno.
- XVII secolo, San Carlo, opera documentata presso la chiesa dell'Ordine francescano.[3]
- XVII secolo, Stimmate di san Francesco, opera documentata presso la chiesa dell'Ordine francescano.[3]

### Enna e provincia
- XVII secolo, Purificazione, dipinto su tela, opera custodita nel duomo di Maria Santissima della Purificazione di Barrafranca.
- 1610, Visitazione dei Magi, dipinto su tela, opera custodita nel convento dell'Ordine dei frati minori cappuccini della chiesa di San Francesco d'Assisi di Calascibetta.
- 1612 - 1613, Ciclo, episodi di vita della Vergine Maria raffigurati su cinque pale d'altare: Presentazione di Gesù al Tempio, Immacolata Concezione, Assunzione di Maria (elevazione altare maggiore), Presentazione della Vergine al Tempio, Visitazione della Vergine Maria a santa Elisabetta; opere custodite nell'abside del duomo di Maria Santissima della Visitazione di Enna.[5]
- 1612, Assunzione, opera documentata nella cattedrale di Maria Santissima delle Vittorie di Piazza Armerina.[3]
- 1604, Vergine in Gloria tra i santi Pietro, Paolo, Dorotea e Agata, opera custodita nella chiesa Santa Maria Maggiore di Pietraperzia.

### Messina e provincia
- 1606, Vergine del Carmelo tra i santi Caterina e Antonio di Padova, opera documentata nella chiesa di Santa Maria di Gesù Inferiore di Messina.[3]
- Vergine dell'Itria tra i santi Giuseppe e Stefano, opera documentata nella chiesa di San Francesco all'Immacolata di Messina.[3]
- 1610 circa, Stimmate di San Francesco, opera proveniente dalla chiesa dell'Ordine dei frati minori cappuccini e custodita nel Museo Regionale di Messina.[3][6]

### Palermo e provincia

#### Monreale
- 1608, Predicazione del Battista, opera custodita nella basilica abbaziale di San Martino delle Scale.[7]

#### Palermo
- 1605, Vergine in gloria ritratta tra San Francesco d'Assisi, San Francesco di Paola, Santa Caterina da Siena e Sant'Elisabetta d'Ungheria, opera custodita nella chiesa di Sant'Ignazio Martire all'Olivella.[8]
- 1613, Martirio di Sant'Ignazio, opera custodita nella chiesa di Sant'Ignazio Martire all'Olivella.[3]
- 1613, Negazione di Pietro, opera autografa custodita nella Stanza dei Venti di Palazzo dei Normanni.
- 1601, San Luca che ritrae la Madonna, opera custodita nella chiesa di San Giorgio dei Genovesi.
- San Domenico, pala d'altare, opera custodita nella Cappella di San Domenico della chiesa di San Domenico.
- Madonna del Rosario, dipinto, opera documentata nella Cappella della Madonna del Rosario della chiesa di San Giacomo dei Militari.[9]
- XVII secolo, Sant'Orsola e le Sante Vergini, olio su tela, opera documentata nella cappella eponima del primo chiostro del convento della Gancia.

Galleria regionale di Sicilia di «Palazzo Abatellis»:
- 1610, San Francesco di Paola e Sant'Oliva.
- 1601, San Michele Arcangelo, dipinto olio su tela, opera documentata nel convento di San Francesco di Paola.[10]

### Ragusa e provincia

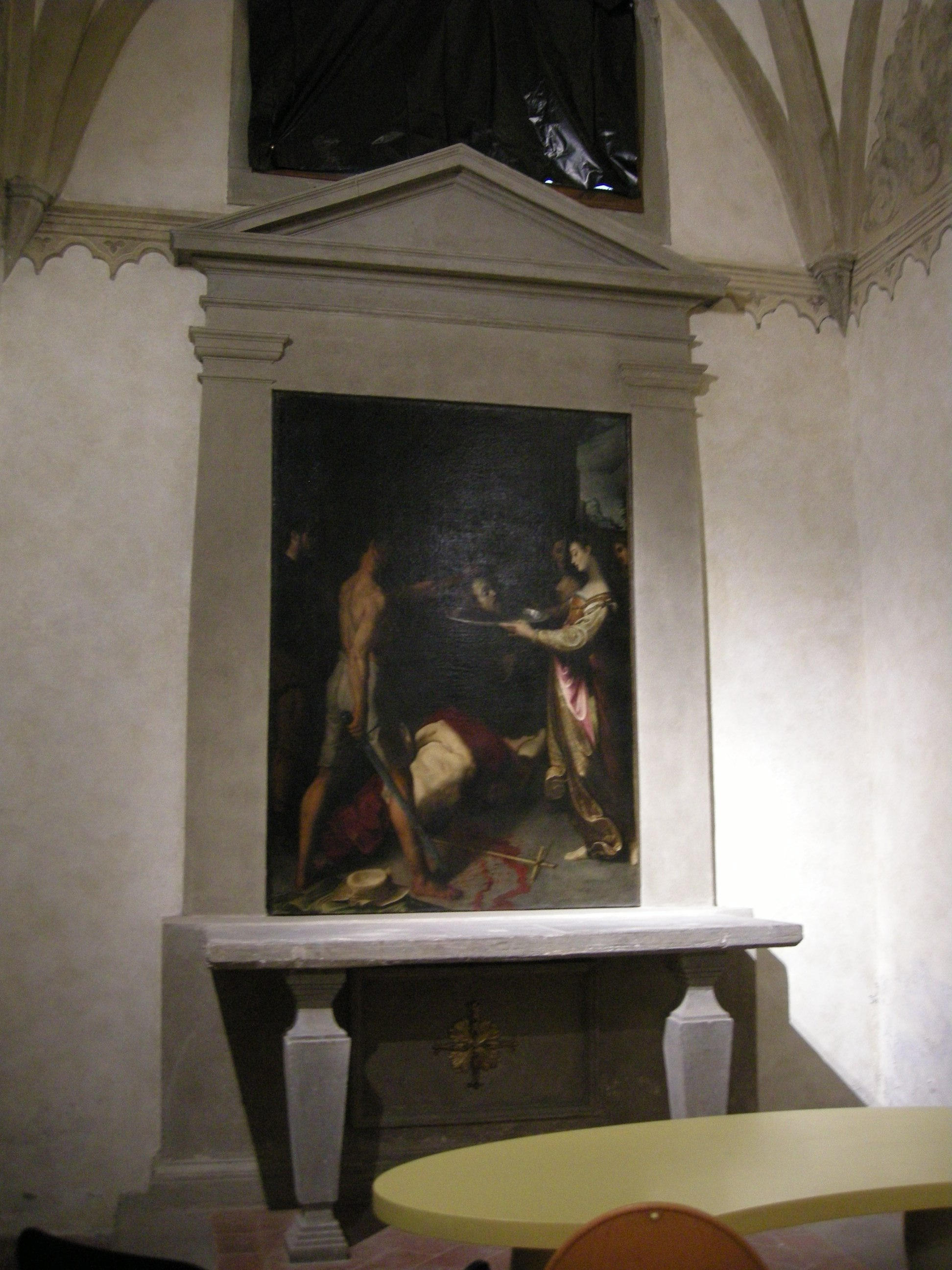
Decollazione del Battista a Firenze

- 1610, Assunta, opera custodita nel duomo di San Giorgio di Modica.
- XVII secolo, San Giuseppe, dipinto su tela, opera documentata nella chiesa di San Giuseppe di Ragusa Ibla.

### Opere sparse

#### Firenze e provincia
- 1575, Madonna tra i Santi Bartoloneo ed Antonio, olio su tela, prima opera documentata presso la chiesa di San Bartolomeo di Streda presso Vinci.
- 1590c., Madonna col Bambino e santi, nel Museo diocesano di San Miniato.
- XVI secolo, San Giovanni decollato, opera documentata nella chiesa di San Jacopo in Campo Corbolini a Firenze.[3]

#### Malta

##### Birgu
- XVI secolo, Santi Paolo Rocco e Sebastiano, dipinto, opera presente nella Cappella di Santa Caterina della collegiata di San Lorenzo.[11]

##### La Valletta
- 1589, Madonna di Malta raffigurante la Vergine in trono con San Paolo Apostolo, San Giovanni Battista, San Giuseppe, Sant'Ugo di Grenoble, San Giovanni l'Elemosiniere, il Beato Gerardo e Santa Ubaldesca, olio su tela, opera autografa "Ph. P.P. 1589" proveniente dalla Cappella di San Giovanni Battista del palazzo del Grande Maestro e custodita nel Palazzo Arcivescovile.
- 1589, Vita di San Giovanni Battista, episodi sul patrono dei Cavalieri di Malta, oltre a figure di putti e due virtù, affreschi, opere realizzate nella Cappella di San Giovanni Battista del palazzo del Grande Maestro.
- 1611, San Giacomo Maggiore, dipinto autografo "P.R.S. PALADINI PINGEBAT 1611.", opera custodita nella chiesa di San Giacomo Maggiore.[12]
- XVI secolo, Matrimonio mistico di Santa Caterina, dipinto, opera documentata nella chiesa di Santa Caterina d'Alessandria.
- XVI secolo, Naufragio di San Paolo Apostolo, dipinto, opera presente nell'abside della collegiata di San Paolo Naufrago.[13]
- XVI secolo, Miracolo dei Santi Cosma e Damiano, dipinto, opera presente nella chiesa di San Francesco d'Assisi del convento dell'Ordine dei frati minori conventuali.[14]
- XVI secolo, Invenzione della Santa Croce, dipinto, opera presente nella chiesa dell'Invenzione della Santa Croce del convento dell'Ordine dei frati minori cappuccini.[15]
- XVI secolo, Apparizione di Gesù alla Maddalena, dipinto, opera proveniente dalla chiesa del monastero delle Ripentite e documentata nella cappella dell'asilo degli Orfani.[16]
- XVI secolo, Circoncisione di Gesù, pala d'altare, opera custodita nel cappellone della chiesa della Circoncisione di Gesù.

##### Siġġiewi
- 1590c., Cicli, affreschi, pitture degli ambienti raffiguranti le gesta del committente Gran Maestro Hugues Loubenx de Verdalle (Scene della vita di San Paolo, Figure Allegoriche, Storie Bibliche), opere presenti nel palazzo Verdala.
- 1590c., Ciclo, affreschi, opere presenti nella cappella di Sant'Antonio Abate di palazzo Verdala.

- XVI secolo, Invenzione della Santa Croce, dipinto, opera presente nella chiesa del convento dell'Ordine dei frati minori cappuccini (?).[15]